# Hovtašen (Ararat)
Hovtašen (in armeno Հովտաշեն?, conosciuto anche come Hovtashen, fino al 1978 Pughamlu) è un comune dell'Armenia di 1 109 abitanti (2008) della provincia di Ararat.